# Rodrigo de Miranda Henriques, o 1.º
Rodrigo de Miranda Henriques, o 1.º (ca. 1600 — † em 1653), foi um militar e governante português.

## Biografia
Membro da família dos Miranda Henriques, era filho do fidalgo Aires de Miranda Henriques, comendador na Ordem de Cristo, capitão-mor das Naus da Índia, pajem do Cardeal Rei D. Henrique (v. Anais da Biblioteca Nacional, v. 24, p. 207), que esteve cativo em Alcácer, etc., e da sua mulher D. Violante da Silva, filha do fidalgo Vasco Fernandes Homem, capitão de Arzila e Sofala, capitão-general interino de Moçambique (1573-1577), etc. Tio de Henrique Henriques de Miranda, de Bernardo de Miranda Henriques († em 1670), Governador de Pernambuco de 1667 a 1670, e do Pe. Rodrigo de Miranda Henriques, Reitor da Universidade de Coimbra.
Cavaleiro da Hábito de São Tiago, general, Rodrigo de Miranda Henriques foi nomeado governador de Angola em 10-1651. Assumindo em 3-1652, tratou de fortificar a cidade de Luanda. Tendo sucedido a Salvador Correia de Sá e Benevides, o Libertador de Angola, ocupou-se quase exclusivamente em remediar os males que a ocupação holandesa trouxera à província. Antes fora capitão-mor e governador do Rio de Janeiro (1633-37), tomando posse após a morte de Martim Correia de Sá.
É um dos fidalgos embarcados na armada que enviada a socorrer e recuperar a Bahia, partindo de Lisboa a 22 de novembro de 1624. Tinha então aproximadamente 25 anos, e "combateu valentemente", assim que o certifica o próprio general da armada de Portugal D. Manuel de Meneses.
Diz Vivaldo Coaracy, em seu livro «O Rio de Janeiro no século 17» (Livraria José Olympio, editora, 1965), p. 79:
«Era este Rodrigo de Miranda Henriques um dos fidalgos que, em 1624, vieram para o Brasil na frota de D. Fadrique de Toledo Osório para combater os holandeses. Depois da restauração da Bahia, em que tomara parte, ali se deixou ficar, sendo capitão de uma companhia do regimento de D. Cristóvão Bocanegra.  Desempenhando-se bem de várias comissões que lhe havia confiado o Governador Diogo Luís de Oliveira, foi por este escolhido para suceder a Martim de Sá, «euquanto Sua Majestade não mandasse o contrário». De sua passagem pela cidade poucos traços deixou. Concedeu entretanto aos beneditinos, em 13 de outubro de 1633, a sesmaria de Maricá, que foi o ponto de partida do qual a Ordem de São Bento desdobrou as vastas posse que veio mais tarde a ter na Baixada Fluminense, estendendo-as para os Campos dos Goitazases por ocasião da partilha das terras dos sete capitães.
Foi também governador de Olivença, quando venceu os castelhanos, com o auxílio do Gal. Martim Affonso de Mello, a 17 de setembro de 1641.
Em Luanda há uma rua com seu nome.
Morreu solteiro, de huma arrebatada maligna, em 1653, sendo sepultado na igreja de Santo Antônio dos padres Capuchinhos.